# Middle East Eye
Middle East Eye (MEE) est un site d'actualité basé à Londres au Royaume-Uni créé en 2014 qui couvre les événements de 24 pays du Moyen-Orient et d'Afrique du Nord, et plus largement du monde musulman. Les propriétaires du capital ne sont pas connus.
Il dispose d'une version francophone.

## Organisation
Le site internet est lancé en avril 2014 à Londres. Non transparent concernant sa propriété, il est officiellement détenu par une société nommée M.E.E. Limited avec pour directeur Jamal Awn Jamal Bessasso. Ce dernier n’est cependant pas désigné comme propriétaire.
Le rédacteur en chef est David Hearst, ex-rédacteur en chef pour les affaires étrangères au Guardian. En 2017, 20 personnes sont employées à temps plein à Londres.
D’après The Atlantic, Middle East Eye est créé alors que l’influence islamiste de la chaîne de télévision qatarienne Al Jazeera commence à décliner. Plusieurs journalistes d’Al Jazeera rejoignent l’équipe,,.
D’après l’avocat et analyste politique Ilan Berman et le chroniqueur émiratien Sultan Sooud Al-Qassemi, MEE est soutenu par le Qatar,,. Les gouvernements de l’Arabie saoudite, des Émirats arabes unis, de l’Égypte et du Bahreïn accusent le site de biais pro-fréristes et de recevoir des financements qataris. Ils ont exigé sa fermeture à la suite du blocus du Qatar mené par l’Arabie saoudite,. MEE a nié ces accusations, déclarant qu’il s’agit d’un site d’information indépendant qui « n’est pas financé par le Qatar – ni par un quelconque autre État ou groupe » selon David Hearst.

## Couverture
Middle East Eye couvre un large éventail de sujets au Moyen-Orient. Le contenu est réparti en différentes catégories sur son site web, notamment les actualités, les reportages, les opinions et les essais.
Depuis sa création, le média a fourni des exclusivités sur un certain nombre d'événements majeurs au Moyen-Orient, qui ont souvent été reprises par d'autres médias dans le monde. En juin 2017, un groupe de pirates informatiques anonymes a commencé à distribuer à de multiples organes de presse des emails qu'ils avaient piratés à partir de la boîte de réception de Yousef Otaiba, ambassadeur des Émirats arabes unis à Washington. Ces informations comprenaient des détails tirés de fuites de messages entre Mohammed ben Salmane et des responsables américains. Selon le New York Times, les emails piratés semblaient bénéficier au Qatar et être l'œuvre de pirates informatiques travaillant pour le Qatar.
Le 29 juillet 2016, MEE a publié un article affirmant que le gouvernement des Émirats arabes unis, aidé par l'exilé palestinien Mohammed Dahlan, avait acheminé d'importantes sommes d'argent aux conspirateurs de la tentative de coup d'État turc de 2016, deux semaines plus tôt. En 2017, Dahlan a intenté une action en diffamation contre le MEE devant un tribunal londonien, demandant des dommages et intérêts pouvant aller jusqu'à 250 000 livres sterling. Cependant, Dahlan a abandonné les poursuites peu avant le début du procès,.
En novembre 2019, le gouvernement turc accuse officiellement Dahlan d’avoir participé à la tentative de coup d’État turc de 2016 et offre 700 000 dollars pour toute information permettant de le capturer.

## Tensions au Moyen-Orient

### Blocage
En 2016, les Émirats arabes unis ont bloqué le site Middle East Eye dans le cadre d’une interdiction dans tout le pays. MEE affirme avoir contacté l’ambassade des Émirats arabes unis à Londres pour obtenir une explication, mais n’a jamais reçu de réponse. L’Arabie saoudite a également bloqué le site dans tout le pays en mai 2017. À la suite des manifestations contre le président Abdel Fattah al-Sissi en septembre et octobre 2019, l’Égypte a également bloqué le site.

### Crise diplomatique du Qatar (2017-2018)
L’Arabie saoudite a accusé MEE d'être un organe d'information financé par le Qatar (à la fois directement et indirectement). Le 22 juin 2017, lors de la crise diplomatique au Qatar, l’Arabie saoudite, les Émirats arabes unis, l’Égypte et Bahreïn — dans le cadre d’une liste de 13 demandes — ont exigé que le Qatar ferme Middle East Eye, qu'ils considéraient comme favorable aux Frères musulmans et comme un média financé et aligné sur les intérêts du Qatar ,,.
MEE nie recevoir des fonds du Qatar et affirme que cette demande est une tentative pour « éteindre toute voix critique qui ose remettre en question ce qu’ils font ». Dans un communiqué répondant à cette accusation, le rédacteur en chef de la publication a déclaré : « MEE couvre la région sans crainte ni faveur, et nous avons publié des articles critiques à l'égard des autorités qataries, par exemple sur la façon dont les travailleurs venus du sous-continent sont traités dans le cadre des projets de construction pour la Coupe du monde de 2022 »,.

### Cyberattaque
En avril 2020, MEE a été l’un des 20 sites Web ciblés par des pirates informatiques que des experts en cybersécurité de l’ESET ont associé à une société de surveillance israélienne nommée Candiru. Le site web a été touché par une attaque de type attaque de point d’eau qui envoie un code malveillant à certains visiteurs, ce qui permet aux attaquants de compromettre leurs ordinateurs.

## Controverses
Le 20 octobre 2022, MEE a mis fin à ses relations avec la journaliste palestinienne Shatha Hammad après qu’il a été découvert qu’elle avait publié en 2014 sur Facebook un message faisant l’éloge d’Adolf Hitler pour l’Holocauste et « partager la même idéologie ». La Thomson Reuters Foundation lui a retiré le prix Kurt Schork 2022 en journalisme international, après la découverte faite le 18 octobre,,.